# فيكرز فاكابوند
فيكرز فاكابوند (Vickers Vagabond، المتشرد) طائرة من تصميم شركة فيكرز للدخول في مسابقة ليمبون الثانية للطائرات الخفيفة التي عقدت في عام 1924. كانت طائرة صغيرة تقليدية ذات سطحين، مع طريقة غير عادية من التشذيب. خرجت من المنافسة مبكرا..

## المواصفات
مصدر البيانات: Andrews & Morgan 1988، صفحات 482
الخصائص العامة
- طاقم العمل: One
- السعة: One passenger
- الطول: 21 قدم 10 إنش (6.65 م)
- طول الجناح: 28 قدم 0 إنش (8.53 م)
- منطقة الجناح: 235 قدم2 (21.8 م2)
- الوزن الفارغ: 527 رطل (239 كجم)
- الوزن الإجمالي: 887 رطل (402 كجم)
- المحرك: 1 × بريستول شيريب III flat twin, 32 حصان (24 كيلو وات) لكل

الأداء
- السرعة القصوى: 77 ميل/ساعة (124 كم/س)